# カルラ・デル・ポンテ

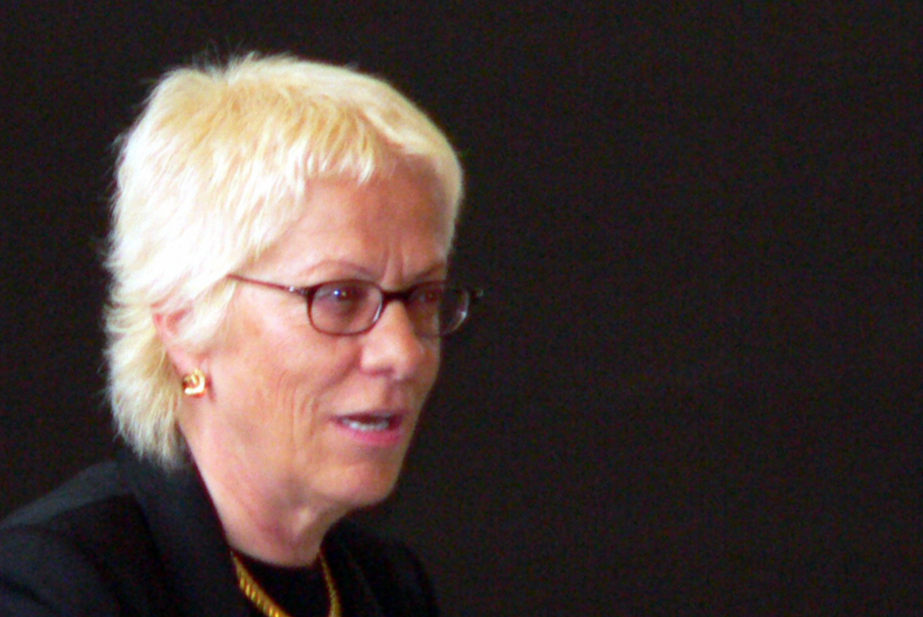
カルラ・デル・ポンテ、元 旧ユーゴスラビア国際戦犯法廷（ICTY） 検事

カルラ・デル・ポンテ（Carla Del Ponte 、1947年2月9日 - ）は、前国際連合戦争犯罪主任検事、元スイス法務長官、2008年より駐アルゼンチン・スイス大使。
彼女は1999年、前任者ルイーズ・アルブールの後を継ぎ、旧ユーゴスラビア国際戦犯法廷（ICTY）検事およびルワンダ国際戦犯法廷（ICTR）検事となった。ICTR検事の座は2003年に後任のHassan Bubacar Jallowに譲ったが、ICTY検事を2007年末まで務め、旧ユーゴ内戦の戦犯たちを追跡した。

## 略歴
1947年にスイスのルガーノで生まれたカルラ・デル・ポンテは、イタリア語、ドイツ語、フランス語、英語を流暢に話す。ベルン、ジェノヴァ、イギリスで法学を学び、1972年に法学修士（LL.M.）を取得。
1972年から1975年まで、ルガーノの法律事務所に勤務し、1975年に独立して法律事務所を設立した。1981年にティチノ郡の検事に任命される。カルラはそこで資金洗浄、詐欺、麻薬・武器の密輸、テロなど様々なケースを担当した。また、この時期にジョヴァンニ・ファルコーネと共にマフィアの資金浄化や麻薬密輸の取り締まりに関わった。その結果ファルコーネは1992年に暗殺され、カルラの家にも爆発物が仕掛けられるなどしたため、24時間の警護や防弾仕様の車で保護されるようになる。
その後、更にスイスで司法長官として5年勤務し、1999年に旧ユーゴスラビア国際戦犯法廷（2007年末まで）およびルワンダ国際戦犯法廷（2003年まで）の検事に任命される。
家族は夫、および子供1人。

## 関連事項
- 『カルラのリスト』 - 旧ユーゴスラビア国際戦犯法廷（ICTY）の検事として戦犯を追い詰めるカルラ・デル・ポンテを追ったドキュメンタリー映画。